# Thagria vectigalia
Thagria vectigalia är en insektsart som beskrevs av Nielson 1977. Thagria vectigalia ingår i släktet Thagria och familjen dvärgstritar. Inga underarter finns listade i Catalogue of Life.